# Diogo Gomes Froes
Diogo Gomes Froes (1325 -?) foi um fidalgo e cavaleiro medieval do Reino de Portugal e pelo casamento Senhor Solar do Lago e da Domus Fortis denominada Torre do Lago, localizada no lugar de entre o rio Rio Homem e o Rio Cávado. 

## Relações familiares
Casou com D. Senhorinha Anes do Lago (1330 -?) filha de D. João Rodrigues do Lago (1300 - 1372) e de Inês Dias do Rego, de quem teve:
1. João Gomes do Lago (1350 -?) casou por duas vezes, a primeira com Brites de Azevedo e a segunda com Germineza Pereira de Araújo.